# Гвоздановић
Гвоздановић је српско и хрватско презиме. Значајни људи са овим презименом с:
- Петар Вид Гвоздановић (1738–1802), хрватски хабзбуршки генерал и племић
- Карло Павао Гвоздановић (1763–1817), хрватски хабзбуршки генерал и племић